# Frontière entre le Colorado et l'Oklahoma

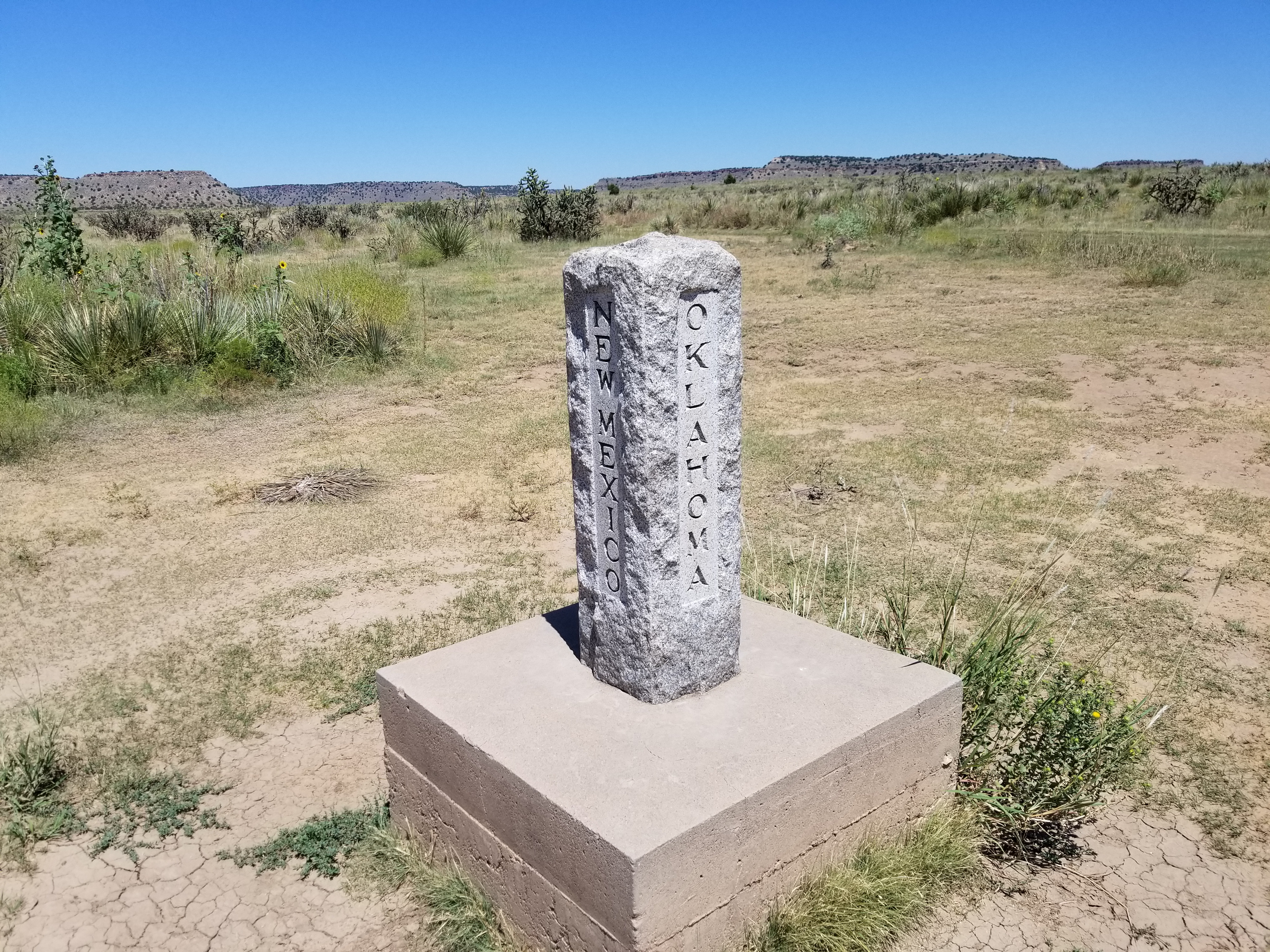
Borne marquant le tripoint Colorado-Nouveau-Mexique-Oklahoma.

La frontière entre le Colorado et l'Oklahoma est une frontière intérieure des États-Unis délimitant les territoires du Colorado au nord et de l'Oklahoma au sud.
Son tracé rectiligne sur une orientation est-ouest, suit le 37e parallèle nord depuis son intersection avec le 103e méridien ouest jusqu'au 102e méridien ouest.